# Bataceae
Famille
Classification APG III (2009)
La famille des Batacées (maintenant Bataceae, anciennement Batidaceae) est une famille de plantes dicotylédones qui ne comprend qu'un seul genre: Batis.
Ce sont des buissons de plantes succulentes des rivages maritimes, halophiles, des zones tropicales.

## Étymologie
Le nom vient du genre type Batis qui est la latinisation du grec ancien βάτης / batis, « celui qui marche ou recouvre », probablement en référence à la nature envahissante de cet arbuste. Cette famille devrait être appelée « Batidaceae », mais le nom incorrect « Bataceae » a été conservé. 

## Classification
En classification classique de Cronquist (1981) cette famille était placée dans l'ordre des Batales, ordre qui n'existe plus dans la classification phylogénétique qui la place dans l'ordre des Brassicales.

## Liste des genres
Selon World Checklist of Selected Plant Families (WCSP) (15 juin 2010), Angiosperm Phylogeny Website (15 juin 2010), NCBI (15 juin 2010) et ITIS (15 juin 2010) :
- genre Batis P.Browne (1756)

## Liste des espèces
Selon World Checklist of Selected Plant Families (WCSP) (15 juin 2010) :
- genre Batis P.Browne (1756)
  - Batis argillicola P.Royen, Nova Guinea (1956)
  - Batis maritima L., Syst. Nat. ed. 10 (1759)

Selon NCBI (15 juin 2010) :
- genre Batis
  - Batis maritima